# Khalid Al-Hajri
Khalid bin Khalifa Al-Hajri (tiếng Ả Rập: خالد بن خليفة الهاجري; sinh ngày 10 tháng 3 năm 1994) là một cầu thủ bóng đá người Oman hiện đang thi đấu ở vị trí tiền đạo cho câu lạc bộ Al Dhafra FC thuộc Giải bóng đá chuyên nghiệp Các tiểu vương quốc Ả Rập Thống nhất dưới dạng cho mượn từ Oman Club.

## Thống kê sự nghiệp

### Bàn thắng quốc tế
| #   | Ngày                 | Địa điểm                                          | Đối thủ    | Bàn thắng | Kết quả | Giải đấu                 |
| --- | -------------------- | ------------------------------------------------- | ---------- | --------- | ------- | ------------------------ |
| 1.  | 28 tháng 3 năm 2017  | Khu liên hợp thể thao Sultan Qaboos, Muscat, Oman | Bhutan     | 10–0      | 14–0    | Vòng loại Asian Cup 2019 |
| 2.  | 28 tháng 3 năm 2017  | Khu liên hợp thể thao Sultan Qaboos, Muscat, Oman | Bhutan     | 11–0      | 14–0    | Vòng loại Asian Cup 2019 |
| 3.  | 28 tháng 3 năm 2017  | Khu liên hợp thể thao Sultan Qaboos, Muscat, Oman | Bhutan     | 13–0      | 14–0    | Vòng loại Asian Cup 2019 |
| 4.  | 28 tháng 3 năm 2017  | Khu liên hợp thể thao Sultan Qaboos, Muscat, Oman | Bhutan     | 14–0      | 14–0    | Vòng loại Asian Cup 2019 |
| 5.  | 2 tháng 6 năm 2017   | Khu liên hợp thể thao Sultan Qaboos, Muscat, Oman | Syria      | 1–0       | 1–1     | Giao hữu                 |
| 6.  | 5 tháng 9 năm 2017   | Khu liên hợp thể thao Sultan Qaboos, Muscat, Oman | Maldives   | 2–0       | 5–0     | Vòng loại Asian Cup 2019 |
| 7.  | 10 tháng 10 năm 2017 | Sân vận động bóng đá quốc gia, Malé, Maldives     | Maldives   | 1–0       | 3–1     | Vòng loại Asian Cup 2019 |
| 8.  | 14 tháng 11 năm 2017 | Sân vận động Changlimithang, Thimphu, Bhutan      | Bhutan     | 3–1       | 4–2     | Vòng loại Asian Cup 2019 |
| 9.  | 15 tháng 12 năm 2017 | Khu liên hợp thể thao Sultan Qaboos, Muscat, Oman | Yemen      | 1–0       | 1–0     | Giao hữu                 |
| 10. | 27 tháng 3 năm 2018  | Khu liên hợp thể thao Sultan Qaboos, Muscat, Oman | Palestine  | 1–0       | 1–0     | Vòng loại Asian Cup 2019 |
| 11. | 16 tháng 12 năm 2018 | Khu liên hợp thể thao Sultan Qaboos, Muscat, Oman | Tajikistan | 1–0       | 1–0     | Giao hữu                 |
| 12. | 29 tháng 5 năm 2021  | Sân vận động The Sevens, Dubai, UAE               | Indonesia  | 2–1       | 3–1     | Giao hữu                 |
| 13. | 29 tháng 5 năm 2021  | Sân vận động The Sevens, Dubai, UAE               | Indonesia  | 3–1       | 3–1     | Giao hữu                 |
| 14. | 15 tháng 6 năm 2021  | Sân vận động Jassim bin Hamad, Doha, Qatar        | Bangladesh | 2–0       | 3–0     | Vòng loại World Cup 2022 |
| 15. | 15 tháng 6 năm 2021  | Sân vận động Jassim bin Hamad, Doha, Qatar        | Bangladesh | 3–0       | 3–0     | Vòng loại World Cup 2022 |
| 16. | 3 tháng 12 năm 2021  | Sân vận động Thành phố Giáo dục, Al Rayyan, Qatar | Qatar      | 1–1       | 1–2     | FIFA Arab Cup 2021       |
| 17. | 6 tháng 12 năm 2021  | Sân vận động Ahmed bin Ali, Al Rayyan, Qatar      | Bahrain    | 3–0       | 3–0     | FIFA Arab Cup 2021       |
| 18. | 24 tháng 3 năm 2022  | Sân vận động Quốc gia Mỹ Đình, Hà Nội, Việt Nam   | Việt Nam   | 1–0       | 1–0     | Vòng loại World Cup 2022 |